# Xuzhuang
Xuzhuang (kinesiska: 徐庄乡, 徐庄) är en socken i Kina. Den ligger i provinsen Shandong, i den östra delen av landet, omkring 140 kilometer sydväst om provinshuvudstaden Jinan. Antalet invånare är 30974. Befolkningen består av 15 326 kvinnor och 15 648 män. Barn under 15 år utgör 17,0 %, vuxna 15-64 år 74 %, och äldre över 65 år 7,0 %.
Genomsnittlig årsnederbörd är 671 millimeter. Den regnigaste månaden är juli, med i genomsnitt 215 mm nederbörd, och den torraste är januari, med 4 mm nederbörd.